# Gary Smulyan

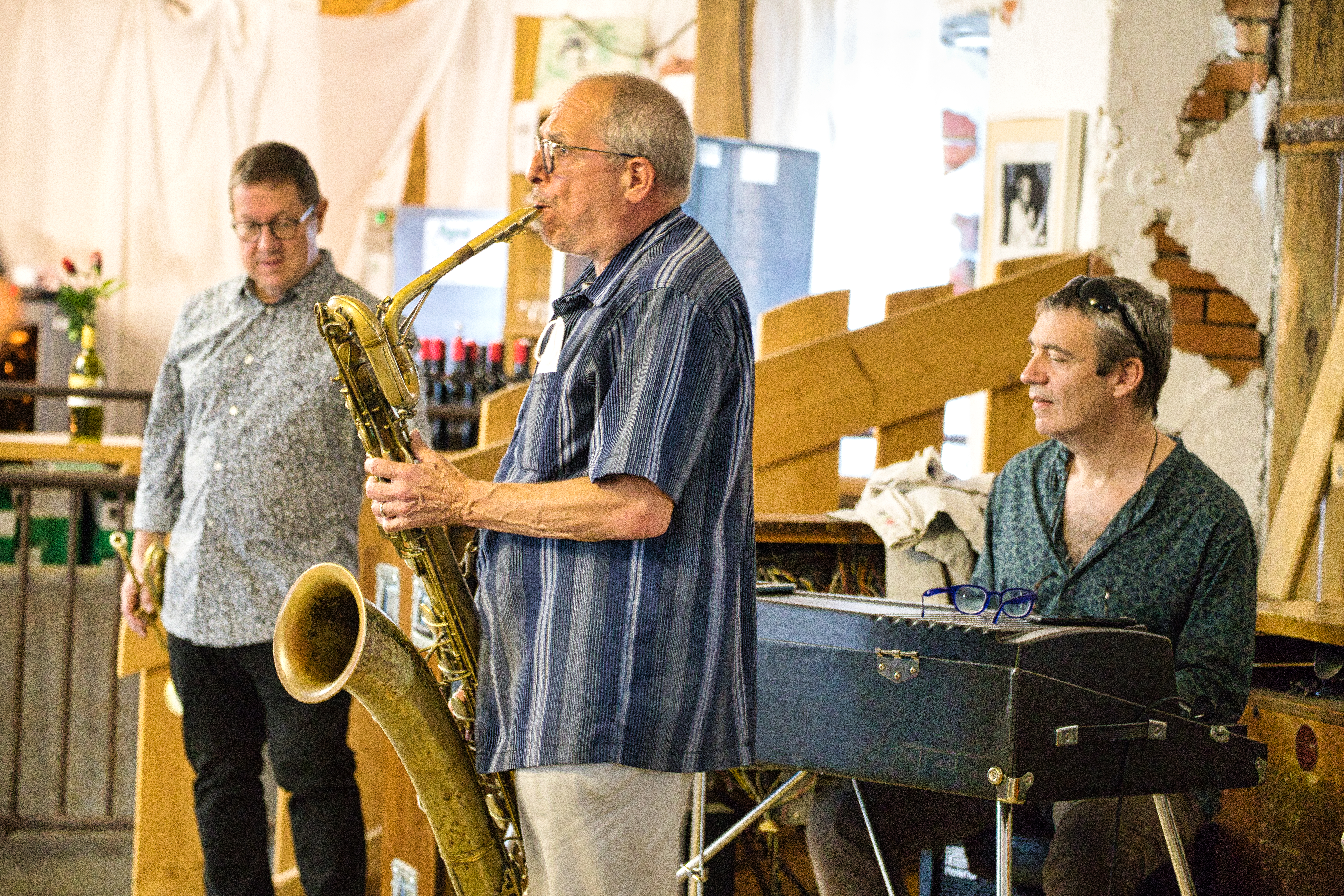
Gary Smulyan mit Jim Rotondi (l) und Andrea Pozza (r) als Dameronia´s Legacy All Stars auf dem INNtöne Jazzfestival (2022)

Gary Smulyan (* 4. April 1956 in Bethpage, New York) ist ein US-amerikanischer Baritonsaxophonist des Modern Jazz.

## Leben und Wirken
Gary Smulyan studierte an der New Yorker Universität  (SUNY) und arbeitete Ende der 1970er Jahre bei Woody Hermans Young Thundering Herd. Neben dieser Tätigkeit hatte er eine eigene Formation mit Roland Hanna, Ray Drummond und Kenny Washington. Smulyan spielte auch mit dem Vanguard Jazz Orchestra, der Mel Lewis Big Band (1988/89), der Dave Holland Big Band, der Mingus Big Band (Gunslinging Birds 1994), Jan Menu und der Dizzy Gillespie All Star Big Band.
Smulyans größter Einfluss ist der Baritonstil von Pepper Adams; als Adams starb, nahm Smulyan 1991  ein Album mit dem Titel Homage (auf Criss Cross Records) mit Kompositionen des Saxophonisten auf.
Smulyan war auch an Aufnahmen von Gene Harris (1990), Mike LeDonne (1988), Renée Manning (1991) und Bob Schneiderman (1991) beteiligt.
Seit 2006 ist Gary Smulyan Dozent an der Berkshire Hills Music Academy in South Hadley, Massachusetts. Er lebt mit seiner Frau, der Pianistin und Dirigentin Joan Cornachio und seiner Familie bei Amherst.

## Auswahldiskographie

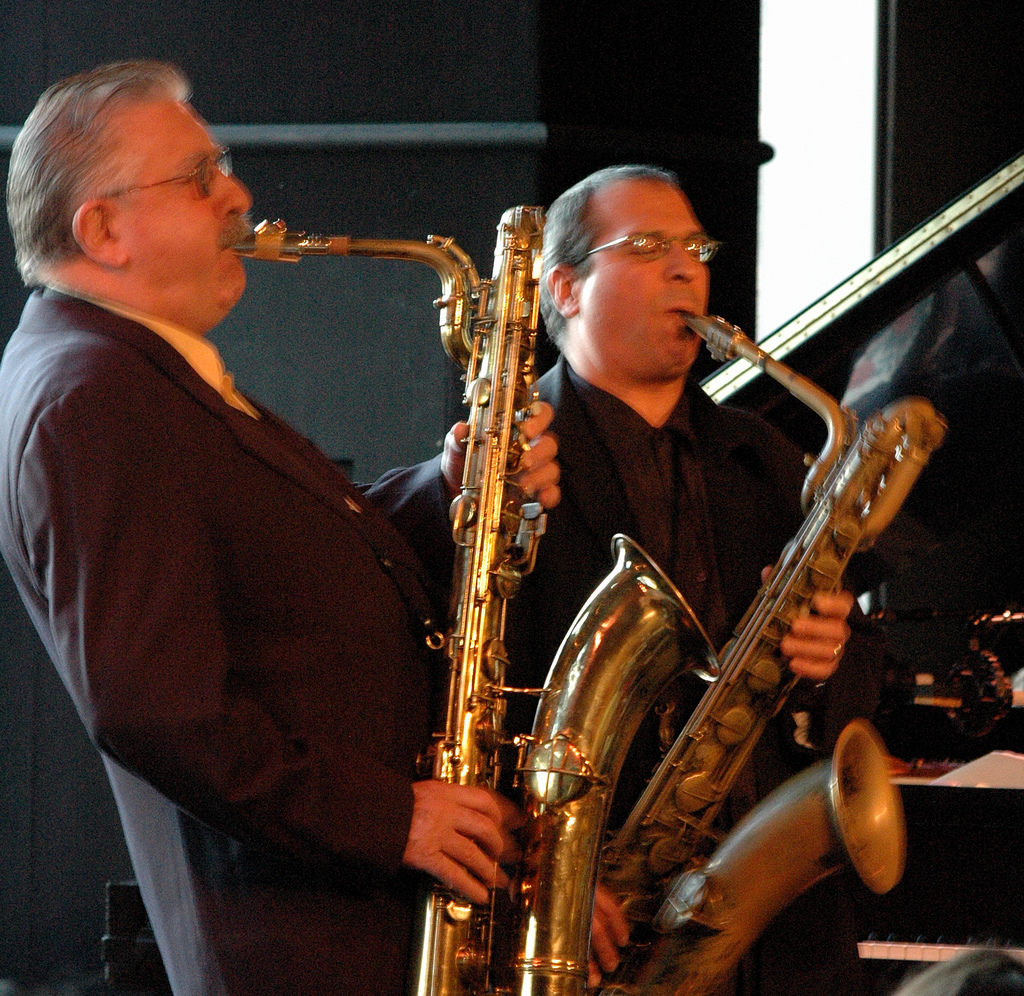
Joe Temperly und Gary Smulyan bei einer jam session in New York 2005

- 1991: The Lure of Beauty (Criss Cross), mit Jimmy Knepper, Mulgrew Miller
- 1991: Homage (Criss Cross) mit Tommy Flanagan, Ray Drummond
- 1993: Saxophone Mosaic (Criss Cross) mit Dick Oatts
- 1996: With Strings (Criss Cross)
- 1997: Roots (Astor Place, 1997) mit Terence Blanchard, Joshua Redman, Cedar Walton, Ron Carter, Lewis Nash
- 1999: Blue Suite (Criss Cross) mit Bob Stewart, John Clark
- 2002: The Real Deal (Reservoir) mit Joe Magnarelli, Mike LeDonne, Dennis Irwin, Kenny Washington
- 2012: Smul's Paradise (Capri) mit Mike LeDonne, Peter Bernstein, Kenny Washington
- 2019: Gary Smulyan & Ralph Moore Quintet: Bird’s Eye Encounter!
- 2020: Our Contrafacts (SteepleChase)